# The Trick to Life
 (mars 2023).
Si vous disposez d'ouvrages ou d'articles de référence ou si vous connaissez des sites web de qualité traitant du thème abordé ici, merci de compléter l'article en donnant les références utiles à sa vérifiabilité et en les liant à la section « Notes et références ».
The Trick to Life est un album du groupe anglais de rock indépendant The Hoosiers, sorti en 2007.

## Morceaux
1. Worried About Ray - 2:46
2. Worst Case Scenario – 2:35
3. Run Rabbit Run – 3:13
4. Goodbye Mr A – 4:27
5. A Sadness Runs Through Him – 3:13
6. Clinging On For Life – 2:39
7. Cops And Robbers – 4:00
8. Everything Goes Dark – 3:37
9. Killer – 3:49
10. The Trick To Life – 2:49
11. Money to Be Made – 2:01
12. The Feeling You Get When (piste cachée) – 4:17